# Campylenchia
Campylenchia är ett släkte av insekter. Campylenchia ingår i familjen hornstritar.
Kladogram enligt Catalogue of Life:
| Campylenchia | \| \| Campylenchia curvata \| \| \| \| \| \| Campylenchia hastata \| \| \| \| \| \| Campylenchia latipes \| \| \| \| \| \| Campylenchia minans \| \| \| \| \| \| Campylenchia tatei \| \| \| \| |
|              | \| \| Campylenchia curvata \| \| \| \| \| \| Campylenchia hastata \| \| \| \| \| \| Campylenchia latipes \| \| \| \| \| \| Campylenchia minans \| \| \| \| \| \| Campylenchia tatei \| \| \| \| |
|              | Campylenchia curvata |
|              | |
|              | Campylenchia hastata |
|              | |
|              | Campylenchia latipes |
|              | |
|              | Campylenchia minans |
|              | |
|              | Campylenchia tatei |
|              | |